# Grand Roy
Grand Roy – miasto w Grenadzie; 700 mieszkańców (2006). Przemysł spożywczy, włókienniczy.